# Phoebemima antiqua
Phoebemima antiqua är en skalbaggsart som först beskrevs av Charles Joseph Gahan 1889.  Phoebemima antiqua ingår i släktet Phoebemima och familjen långhorningar. Inga underarter finns listade i Catalogue of Life.